# Монти (Бергамо)
Монти је насеље у Италији у округу Бергамо, региону Ломбардија.
Према процени из 2011. у насељу је живело 81 становника. Насеље се налази на надморској висини од 836 м.